# 15203 Grishanin
15203 Grishanin este un asteroid din centura principală de asteroizi.

## Descriere
15203 Grishanin este un asteroid din centura principală de asteroizi. A fost descoperit pe 26 septembrie 1978 la Observatorul de Astrofizică din Crimeea de Liudmila Juravliova. Asteroidul prezintă o orbită caracterizată de o semiaxă mare de 2,43 ua, o excentricitate de 0,19 și o înclinație de 2,7° în raport cu ecliptica.